# 李氏鮻
李氏鮻為輻鰭魚綱鯔形目鯔科的其中一種，分布於東南大西洋的南非Walfish灣至納塔爾海域，棲息在沿岸海域、河口、潟湖，以藻類、有機碎屑、浮游生物為食，體長可達40.5公分，可做為食用魚。

## 擴展閱讀
維基物種上的相關：李氏鮻